# Rede Web de Museus do Estado do Rio de Janeiro
A Rede Web de Museus do Estado do Rio de Janeiro é uma política estadual que possui como objetivo principal fomentar um ambiente colaborativo, na web, visando disseminação e gerenciamento dos acervos museológicos do Estado do Rio de Janeiro, permite elaborar uma padronização entre os participantes através de um conjunto de instrumentos normativos, metodológicos, tecnológicos e gerenciais e do portal unificado de consulta pública para disponibilizar seus acervos.
A Rede foi criada oficialmente em 21 de maio de 2014 através da Portaria nº 513, da Fundação Anita Mantuano de Artes de Estado do Rio de Janeiro (Funarj), a ação foi realizada em conjunto com a Superintendência de Museus da Secretaria de Estado do Rio de Janeiro (SMU/SEC-RJ) como política pública.
O SISGAM – Sistema de Gerenciamento de Acervos Museológicos - é a plataforma tecnológica online que interliga as instituições vinculadas para realizar a gestão e o registro dos seus acervos, utilizando normas e padrões que permitem um melhor gerenciamento e segurança para seus acervos.
O SISGAM foi criado em 2008, sob o projeto REDE DE MUSEUS, desenvolvido pela Superintendência de Museus da Secretaria de Cultura do Estado do Rio de Janeiro (SMU/SEC-RJ) e a Fundação Anita Mantuano de Artes do Estado do Rio de Janeiro (FUNARJ), com o patrocínio da Oi Futuro, através da Lei de Incentivo à Cultura, e apoio do PRODERJ. O projeto REDE DE MUSEUS iniciou com o objetivo de interligar online os acervos das unidades museológicas vinculadas a FUNARJ/SEC, migrando do sistema anterior - de acesso local - para um novo sistema de gerenciamento de acervos museológicos (SISGAM), acessível através da internet.
A partir de 2014 foi lançada a Rede Web de Museus no colóquio "Fazer e Vender Cultura", com parceria entre o Clube da Cultura, SMU/SEC-RJ e FUNARJ, para instituições cadastradas no Sistema Estadual de Museus (SIM/RJ), mediante dois tipos de adesão: a colaborativa e a plena, permitindo o uso do Sistema de Gerenciamento de Acervos Museológicos (SISGAM) pelas instituições que efetivaram a adesão.
Os museus que participam da Rede atualmente são:
- Museu do Ingá
- Museu Carmen Miranda
- Museu Antonio Parreiras
- Casa de Oliveira Vianna
- Casa da Marquesa de Santos / Museu da Moda Brasileira
- Casa de Euclides da Cunha
- Casa de Casimiro de Abreu
- Gabinete de Leitura Guilherme Araújo
- Casa Stefan Zweig
- Centro de Documentação do Theatro Municipal do Rio de Janeiro
- Centro de Memória Universidade RURAL
- Espaço Cultural Luciano Bastos
- Igreja Positivista do Brasil
- Museu Bispo do Rosário de Arte Contemporânea
- Museu Casa de Benjamin Constant
- Museu Casa de Scliar
- Museu das Telecomunicações/Oi Futuro
- Museu de Etnologia Odé Gbomi
- Museu Internacional de Arte Naïf
- Museu Janete Costa de Arte Popular
- Museu Histórico da Cidade do Rio de Janeiro
- Museu Nacional da Universidade Federal do Rio de Janeiro
- Museu Naval e Oceanográfico
- Museu Vivo do São Bento